# Vak upp, min själ, giv ära
Vak upp, min själ, giv ära (Wach auf, mein Herz, und singe) är en gammal morgonpsalm i tio 4-radiga verser, införd i 1695 års psalmbok. Texten är diktad av Paul Gerhardt 1647 och översatt av Haquin Spegel 1682.
Enligt 1697 års koralbok är melodin densamma som för psalmen Nu låt oss Gudh wår Herra, Tacka (1695 nr 342).
|  |
|  |

## Publicerad i
- 1695 års psalmbok som nr 359 under rubriken "Morgon-Psalmer".
- 1819 års psalmbok som nr 429  under rubriken "Med avseende på särskilda personer, tider och omständigheter: Morgon och afton: Morgonpsalmer".
- Sionstoner 1935 som nr 723 under rubriken "Morgon och afton".
- 1937 års psalmbok som nr 429 under rubriken "Morgon".